# 酒向真理
酒向 真理（さこう まり、Mari Sako）は、イギリスに活動拠点を置く、日本の経営学者、オックスフォード大学サイード・ビジネス・スクール教授。
おもな研究テーマのひとつは、企業間取引関係の国際比較研究であり、取引関係の ACR (Arm's-length Contractual Relations) と OCR (Obligational Contractual Relations) への類型化などが知られている。また、自動車産業における労使関係についても、様々な機会に発言している。

## 経歴
愛知県出身。1981年、オックスフォード大学哲学、政治経済学科卒業。1982年、ロンドン大学ロンドン・スクール・オブ・エコノミクス (LSE) よりM.Sc.を取得。1984年、ジョンズ・ホプキンス大学よりM.A.を取得。1987年、LSE 助教授。1990年、ロンドン大学より経済学博士を取得。1994年、LSE 准教授。1997年、オックスフォード大学教授。
藤本隆宏は、多数が欧米への留学を経験した自らと同世代の経営学者の中で、欧米に残って活躍しているごく少数の例として榊原磨理子とともに酒向の名を挙げている。

## おもな業績

### 単著
- Sako, Mari: Prices, quality, and trust : inter-firm relations in Britain and Japan, Cambridge University Press, 1992 ISBN 0521413869
- Sako, Mari: 'Shifting boundaries of the firm : Japanese company-Japanese labour, Oxford University Press, 2006 ISBN 9780199268160

### 共著
- （ロナルド・ドーアとの共著）Ronald Dore and Mari Sako: How the Japanese learn to work, Routledge, 1998